# お香の日
お香の日（おこうのひ）とは、1992年（平成4年）4月に、日本の全国薫物線香組合協議会が制定した記念日で、毎年4月18日である。

## 由来
4月は歴史的事件から、18日は言葉遊びによる。
日本書紀によると、推古天皇3年（595年）4月に「沈水、淡路島に漂着」と記され、淡路島にひと抱えもある香木が漂着した。この沈水（じんすい）というのが一般に言われるところの沈香という香木である。島民がその木を焼くと良い香りが辺り一面に広がったので驚き、木片は朝廷に献上された。そこで聖徳太子が観音像を作ったとされる。今も淡路島ではその香木をご神体として枯木神社に祭られている。この日本書紀のエピソードがお香に関する日本最古の記述である。
沈水香木の伝来した4月と、「香」の字を分解した「一十八日」をあわせて4月18日を、「お香の日」として制定した。